# سفارة أنغولا في ألمانيا
سفارة أنغولا في ألمانيا هي أرفع تمثيل دبلوماسي لدولة أنغولا لدى ألمانيا. تقع السفارة في برلين وهي تهدف لتعزيز المصالح الأنغولية في ألمانيا.

## وصلات خارجية
- الموقع الرسمي
- قائمة سفارات أنغولا
- قائمة السفارات في ألمانيا